# Байраківська сільська рада (Герцаївський район)
Байра́ківська сільська́ ра́да — адміністративно-територіальна одиниця та орган місцевого самоврядування в Герцаївському районі Чернівецької області. Адміністративний центр — село Байраки.

## Загальні відомості
- Населення ради: 2 598 осіб (станом на 2001 рік)

## Населені пункти
Сільській раді були підпорядковані населені пункти:
- с. Байраки
- с. Підвальне

## Склад ради
Рада складалася з 16 депутатів та голови.
- Голова ради: Караушу Михайло Петрович
- Секретар ради: Постевка Ріта Драгушівна

### Керівний склад попередніх скликань
| Прізвище, ім'я, по батькові | Основні відомості                                                                                                | Дата обрання | Дата звільнення |
| --------------------------- | --- | ------------ | --------------- |
| Караушу Михайло Петрович    | Сільський голова, 1960 року народження, освіта середня спеціальна, безпартійний                                  | 26.03.2006   | 31.10.2010      |
| Караушу Михайло Петрович    | Сільський голова, 1960 року народження, освіта середня спеціальна, член Всеукраїнського об'єднання «Батьківщина» | 31.10.2010   |                 |

Примітка: таблиця складена за даними сайту Верховної Ради України

### Депутати
За результатами місцевих виборів 2010 року депутатами ради стали:

#### За суб'єктами висування
| Суб'єкт висування | Кількість обраних депутатів | %    |
| ----------------- | --------------------------- | ---- |
| Самовисування     | 14                          | 87,5 |
| Народна партія    | 2                           | 12,5 |

#### За округами
| № округу       | Прізвище, ім'я, по батькові    | Дата визнання обраним | Освіта             | Партійна приналежність                        | Відомості про обраного депутата                         |
| -------------- | ------------------------------ | --------------------- | ------------------ | --------------------------------------------- | ------------------------------------------------------- |
| Народна Партія |                                |                       |                    |                                               |                                                         |
| 3              | Ігнат Тудоріца Василівна       | 05.11.2010            | середня спеціальна | член Народної партії                          | Байраківська загальноосвітня школа, головний кухар      |
| 11             | Пушкашу Анжела Георгіївна      | 05.11.2010            | вища               | член Народної партії                          | приватний підприємець                                   |
| Самовисування  |                                |                       |                    |                                               |                                                         |
| 1              | Постевка Северин Георгійович   | 05.11.2010            | вища               | позапартійний                                 | Байраківська музична школа, вчитель                     |
| 2              | Апетракіоає Микола Миколайович | 05.11.2010            | середня            | позапартійний                                 | Байраківська БДМД, директор                             |
| 4              | Постевка Георгій Михайлович    | 05.11.2010            | середня            | позапартійний                                 | Герцаївське лісництво, лісник                           |
| 5              | Кучуряну Марин Васильович      | 05.11.2010            | вища               | позапартійний                                 | інвалід І групи                                         |
| 6              | Постевка Ріта Драгушівна       | 05.11.2010            | вища               | позапартійна                                  | Байраківська сільська рада, секретар                    |
| 7              | Міхай Георгій Траянович        | 05.11.2010            | незакінчена вища   | позапартійний                                 | Байраківська ветеринарна лікарня, лікар                 |
| 8              | Ігнат Вячеслав Михайлович      | 05.11.2010            | середня спеціальна | позапартійний                                 | приватний підприємець                                   |
| 9              | Постевка Лариса Дмитрівна      | 05.11.2010            | середня            | позапартійна                                  | Байраківська загальноосвітня школа, педагог-організатор |
| 10             | Жар Пауліна Михайлівна         | 05.11.2010            | середня            | позапартійна                                  | Байраківська пошта, листоноша                           |
| 12             | Караушу Михало Іванович        | 05.11.2010            | вища               | позапартійний                                 | Байраківська загальноосвітня школа, вчитель             |
| 13             | Танасе Василь Іванович         | 05.11.2010            | середня            | член Всеукраїнського об'єднання «Батьківщина» | Герцаївська музична школа, викладач                     |
| 14             | Танас Михайло Костянтинович    | 05.11.2010            | середня            | член Всеукраїнського об'єднання «Батьківщина» | Підвальнський будинок культури, завідувач               |
| 15             | Вакарашу Марин Штефанович      | 05.11.2010            | середня            | член Всеукраїнського об'єднання «Батьківщина» | Герцаївське лісництво, лісник                           |
| 16             | Пушкашу Георгій Миколайович    | 05.11.2010            | середня            | член Всеукраїнського об'єднання «Батьківщина» | Герцаївське лісництво, лісник                           |